# Kwelderzegge
De kwelderzegge (Carex extensa) is een overblijvend kruid dat behoort tot de cypergrassenfamilie (Cyperaceae). De plant komt van nature voor in West-Europa, aan de kust van de Middellandse Zee, de Zwarte Zee, langs de Oostzee en op de Azoren en is van daaruit verder verspreid over Noord-Amerika. De soort staat op de Nederlandse Rode lijst van planten als zeldzaam en stabiel of in aantal toegenomen. Het aantal chromosomen is 2n = 60.
De plant wordt 30 - 50 cm hoog, heeft stomp driekantige en vaak iets gekromde stengels en vormt dichte pollen. De 2-3,5 mm brede, gootvormige of samengevouwen bladeren zijn grijsgroen en hebben een lange borstelvormige, driekantige top. De bladscheden zijn niet langer dan 10 mm. De onderste grijsbruine bladscheden zijn later dicht vervezeld.
De plant bloeit in juni en juli met een gedrongen bloeiwijze met aan de top een 5-30 mm lange en 1,5-2 mm brede mannelijke aar. Daaronder staan twee tot vijf bijna zittende, 15 mm lange en 5-6 mm brede vrouwelijke aren. Het vruchtbeginsel heeft drie stempels. De schutbladen zijn langer dan de bloeiwijze en vaak opzij of teruggeslagen. De bruine kafjes zijn 2,5-3 mm groot met een korte stekelpunt en een groene kiel. De 3 mm lange, eivormige, toegespitste, drienervige urntjes zijn grijs- of olijfgroen met donkere, rode stipjes. Op het urntje zit een mierenbroodje. Het urntje is een soort schutblaadje dat geheel om de vrucht zit.
De vrucht is een eivormig aan beide zijden bol nootje. De meestal gladde snavel bestaat uit twee tanden.
De plant komt voor in zilt grasland, op hogere delen van kwelders en zeeduinen.

## Plantengemeenschap
Kwelderzegge is een kensoort voor het verbond van Engels gras (Armerion maritimae), een groep van plantengemeenschappen van zilte, zandige bodems op de hogere schorren.

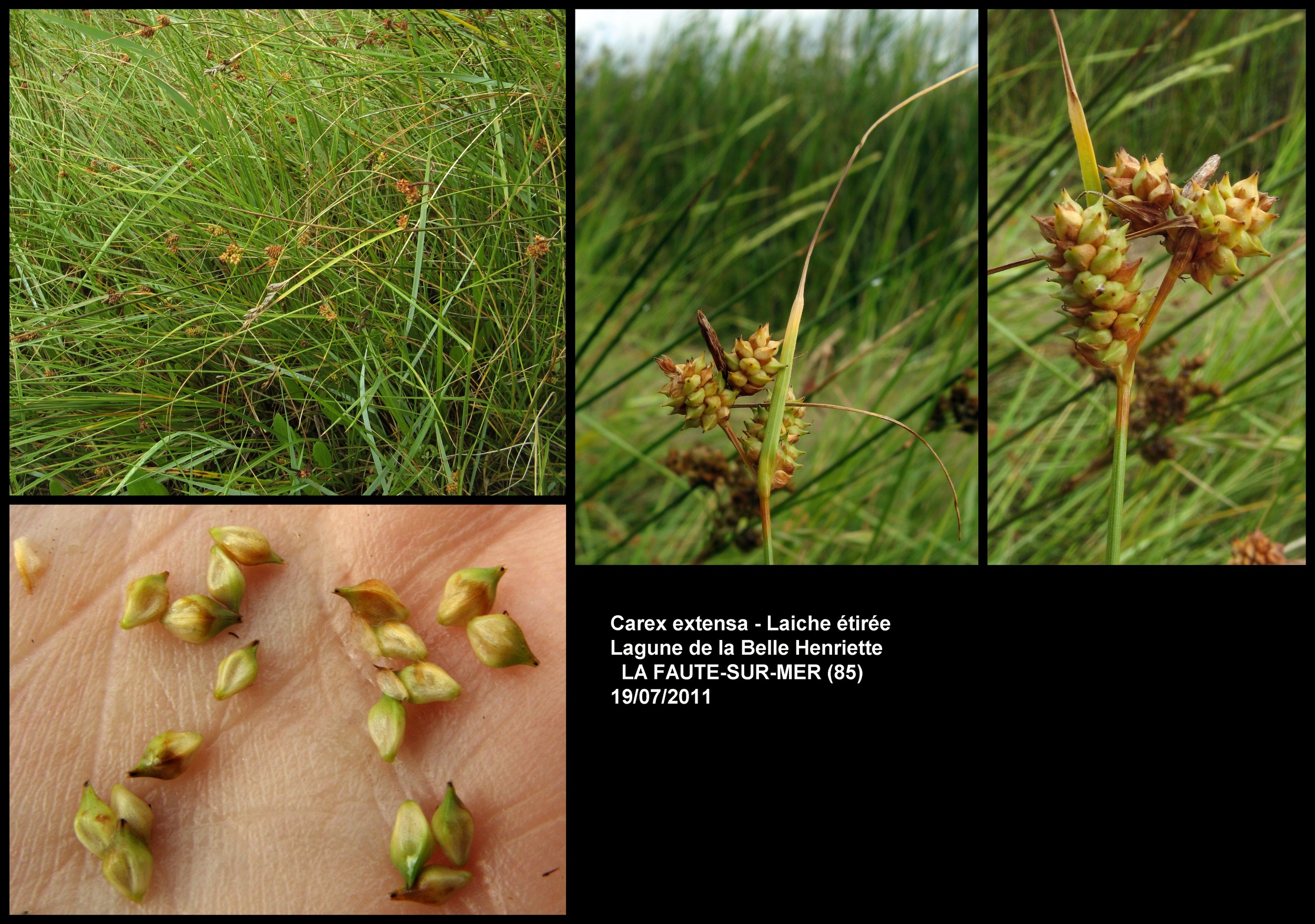
Compilatie
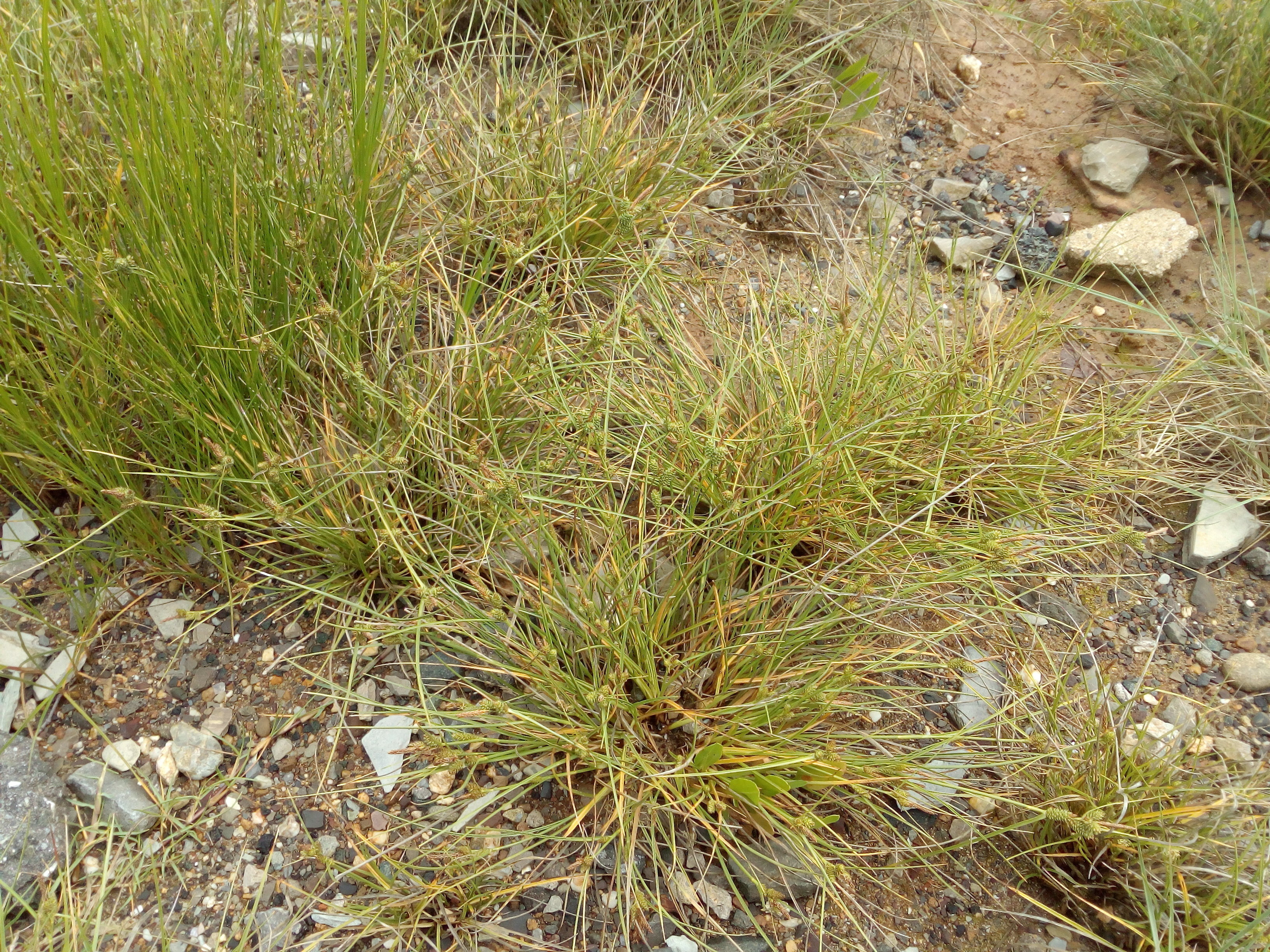
Planten
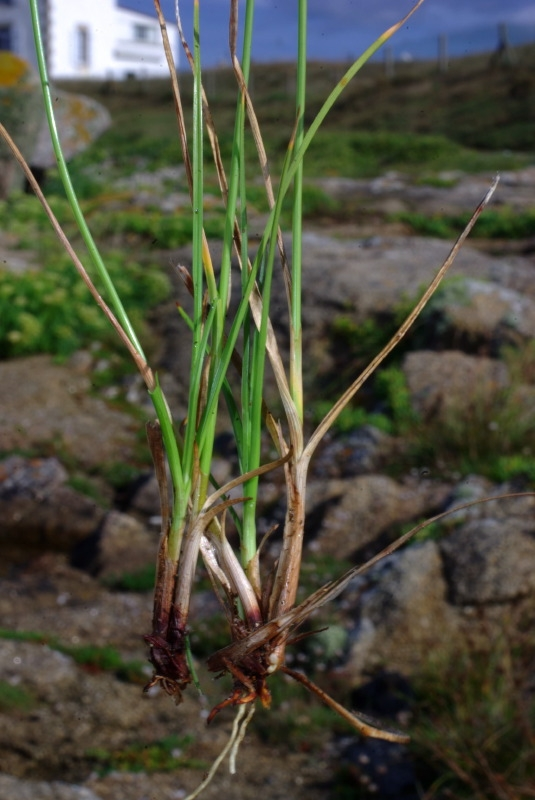
Plantvoet
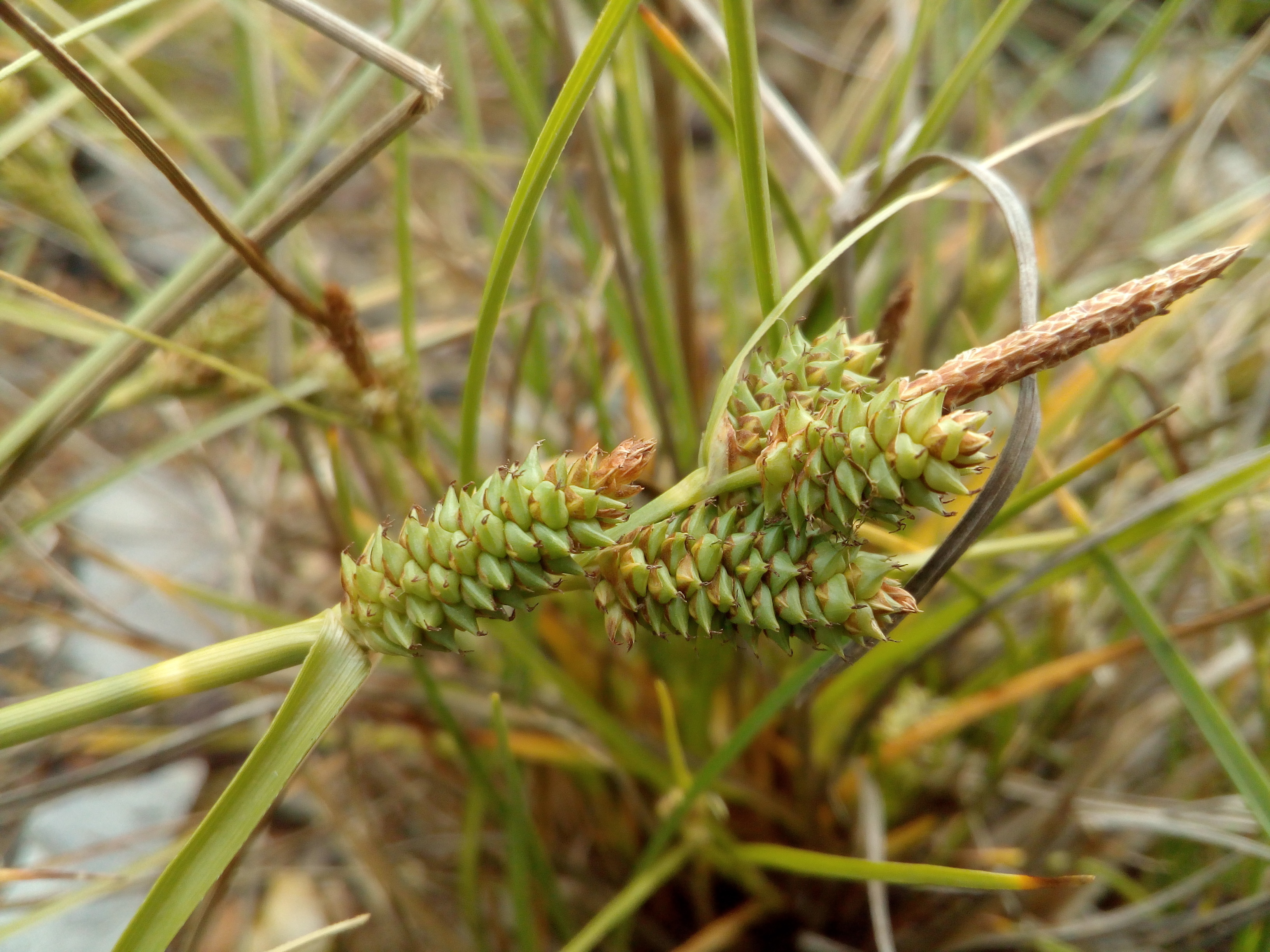
Bloeiwijze met vrouwelijke aren en mannelijke topaar
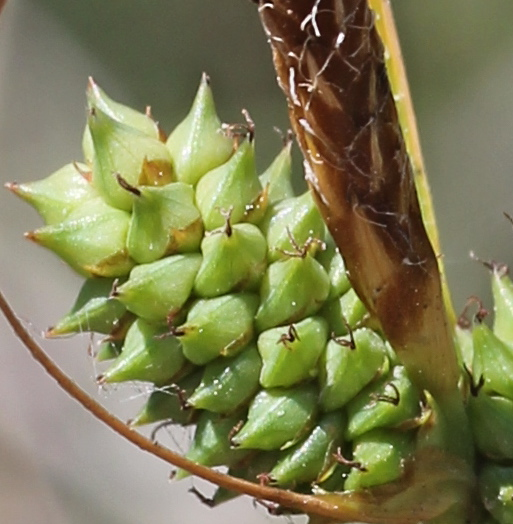
Vrouwelijke en mannelijke aar
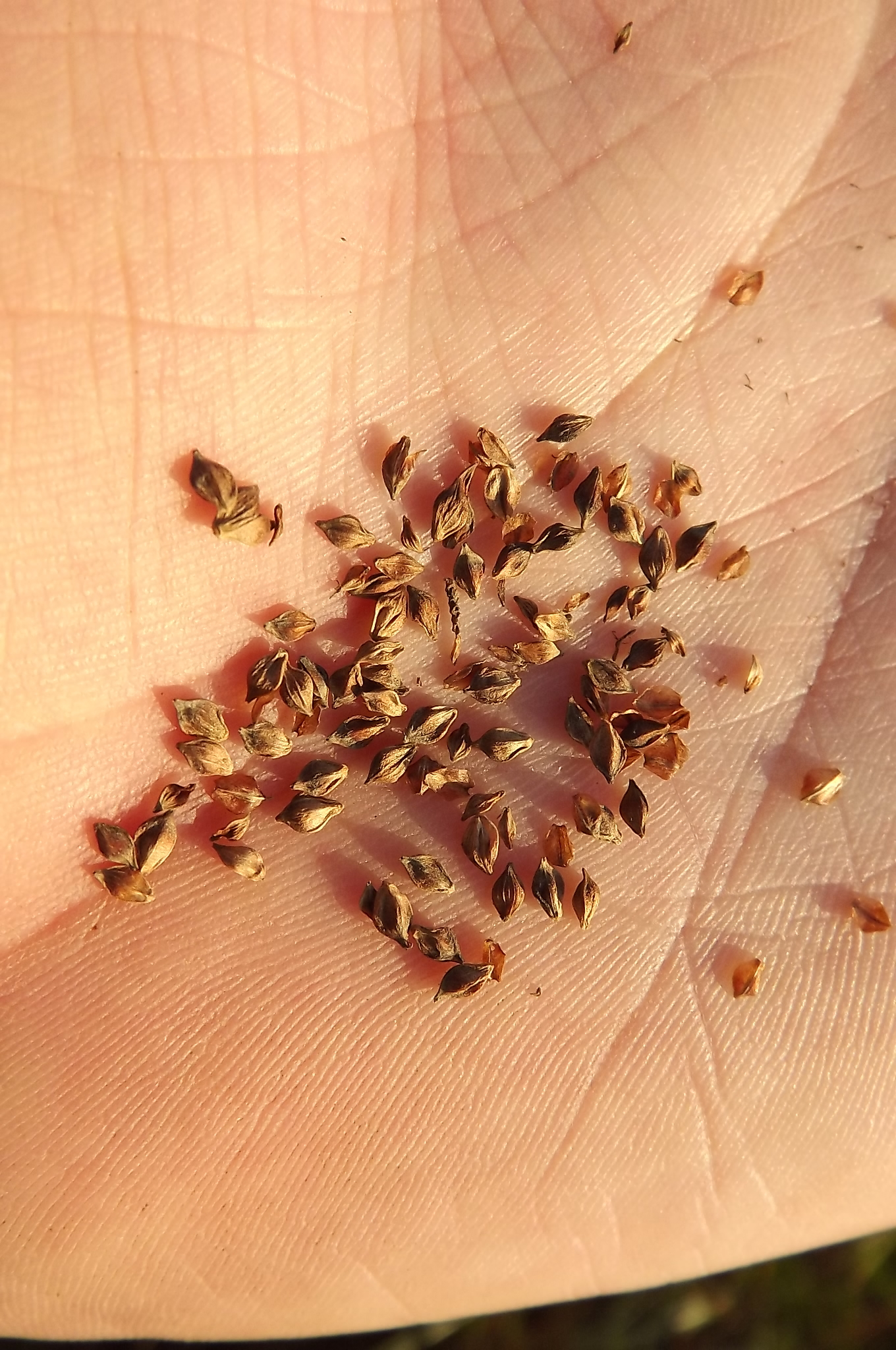
Vruchten